# 阿尔皮卡特
阿尔皮卡特，是西班牙加泰罗尼亚莱里达省的一个市镇。 总面积15平方公里，总人口4416人（001年），人口密度294人/平方公里。